# Химна Филипина
Изабрана земља (фил. Lupang Hinirang) национална је химна Филипина.

## Текст
Bayang magiliw, 

Perlas ng Silanganan, 

Alab ng puso, 

Sa dibdib mo'y buhay.
Lupang Hinirang, 

Duyan ka ng magiting, 

Sa manlulupig, 

'Di ka pasisiil.
Sa dagat at bundok, 

Sa simoy at sa langit mong bughaw, 

May dilag ang tula 

At awit sa paglayang minamahal.
Ang kislap ng watawat mo'y 

Tagumpay na nagniningning, 

Ang bituin at araw niya'y 

Kailan pa ma'y di magdidilim.
Lupa ng araw, ng luwalhati't pagsinta, 

Buhay ay langit sa piling mo; 

Aming ligaya, na 'pag may mang-aapi 

Ang mamatay nang dahil sa iyo.